# Mark Masons' Hall
Le Mark Masons' Hall est un batiment situé au 86 St James's Street en face du Palais Saint James à Westminster dans le Grand Londres.
Siège de la Grande Loge des maîtres maçons de la marque d'Angleterre et du Pays de Galles, il est à l'image du Freemasons' Hall qui est le siège de la Grande Loge unie d'Angleterre et du Grand Chapitre suprême de l'Arche royale d'Angleterre. Le Mark Masons' Hall abrite plusieurs autres ordres annexes et importants de la franc-maçonnerie britannique.

## Historique
Le premier batiment du 86 St James's Street est utilisé pour des maisons publiques et des clubs privés depuis le début du XVIIIe siècle. En 1702, le bâtiment abrite le « Williams Coffee-House », un lieu populaire pour les érudits de l'époque. En 1749, les locaux deviennent une taverne. À la suite de plusieurs autres propriétaires, Richard John Atwood devient propriétaire  en 1774 et exploite les lieux comme café et club. En 1772, il crée un club appelé « Atwood's » qui compte parmi ses membres l'historien et franc-maçon Edward Gibbon. En 1785, le  batiment est détruit par un incendie, il est restauré l'année suivante. Le lieu est connu en 1801 comme un club de billard pour hommes. Le bâtiment est démoli en 1862 pour laisser place à un nouvel édifice ayant pour destination l'hôtellerie et des « Gentlemen's club ».
Le bâtiment construit entre 1862 et 1865 selon un projet de Sir James Thomas Knowles est occupé de manière éphémère par une association de la fonction publique avec des appartements résidentiels aux étages supérieurs. En 1870, le « Thatched House Club » loue le bâtiment jusqu'en 1949. En 1950, le bail est repris par l'« Union Club » qui le cède, en 1964, au « Constitutional Club ». Ce dernier procède à d'importants travaux de rénovation. Le 3 décembre 1977, la Grande Loge des maîtres maçons de marque d'Angleterre et du Pays de Galles prend possession du bâtiment par un bail pour une durée de 99 ans. Les travaux de conversion commencent le 18 février 1978 et sont achevés en juillet 1979. Le Mark Masons' Hall est officiellement inauguré le 1er septembre 1979.

## Description
Le bâtiment est une propriété de la Couronne et classée Grade II. À l'époque de la construction, de 1862 à 1865, le bâtiment est décrit comme de style « Haut Victorien ». La propriété se compose de sept étages qui comprennent le rez-de-chaussée inférieur et le sous-sol.
Au rez-de-chaussée, s'ouvre sur quatre travées toutes cintrées. La baie de droite au sommet d'un escalier en pierre constitue l'entrée principale à double porte. Les fenêtres des premier et troisième étages sont cintrées, y compris les quatre lucarnes en pierre du dernier étage. Au-dessus du toit en ardoise à forte pente se dressent de chaque côté deux hautes cheminées rustiques à bandes. L'entrée principale mène à un hall d'entrée lambrissé et à un escalier indépendant, construit à partir de marches en pierre avec un puits ouvert et une balustrade ornementale en fonte.
Le rez-de-chaussée dispose de trois grandes salles dont deux sont utilisées comme temples maçonniques et une comme salle de réunion. Au premier étage se trouve une salle à manger à l'avant qui donne sur la rue St-James ainsi que sur le palais St-James. Les espaces arrière de cet étage sont utilisés pour les repas et les réunions de jour. Au second étage, il y a un bar à l'avant, les zones arrière de cet étage abritent deux autres temples maçonniques. Le quatrième étage est occupé par des bureaux. Les sept temples maçonniques ont tous été consacrés le 30 septembre 1980 et sont nommés Grand Temple, Brésil, Bristol, Hong Kong, River Plate, Warwickshire et Johann Gutenberg.

## Ordres
Dix organismes maçonniques de la franc-maçonnerie britanniques ont leur siège à Mark Masons' Hall.
- Ordre des maîtres maçons de la marque
- Ancienne et honorable fraternité de Royal Ark Mariner
- Chevaliers Templiers et Chevaliers de Malte
- Croix Rouge de Constantine (en)
- Ordre des maîtres royaux et choisis
- Dégrées maçonniques alliés (en)
- Ordre du Moniteur Secret
- Ordre du Cordon Écarlate
- Rite écossais rectifié

Le Mark Masons' Hall abrite également l'administration de l'Ordre royal d’Écosse pour Londres, mais pas pour les Provinces d'Angleterre ou du Pays de Galles.

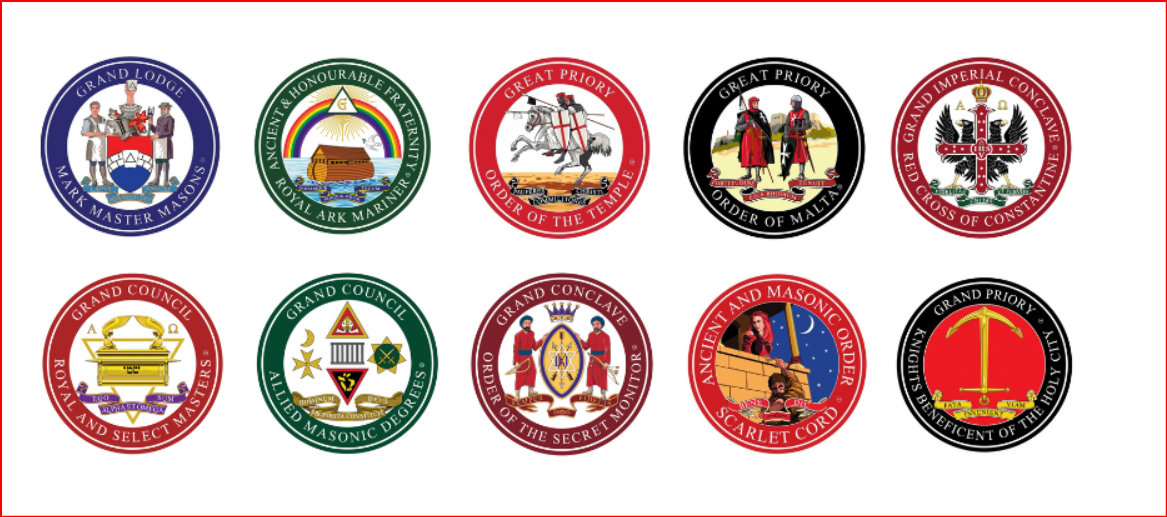
Logo des ordres présents au Mark Mason'Hall de Londres